# Obóz koncentracyjny Onsŏng
Obóz koncentracyjny Onsŏng (kor. 개천 제13호 관리소) – istniejący do 1987 obóz koncentracyjny dla więźniów politycznych w powiecie Onsŏng, w prowincji Hamgyŏng Północny, w Korei Północnej. Jego formalna nazwa „Obóz Koncentracyjny nr 13”. Pod koniec istnienia osadzonych w nim było około 15 tys. więźniów.

## Bunt w obozie
Nazwa obozu została upubliczniona w wyniku przecieków i informacji o buncie więźniów w maju 1987 r. Informacje na ten temat pochodzą od źródeł pośrednich, z drugiej ręki. Ahn Myong-chol, uciekinier z KRLD do Korei Południowej, służył w tamtym czasie jako szeregowy strażnik w innym, pobliskim obozie, gdzie jako strażnik pomagał w tłumieniu buntu. Jego informacje oparte były na wypowiedziach dowódców oddziałów, które brały udział w akcji tłumienia buntu. Inny uciekinier, Mun Hyon-il, który mieszkał w tym regionie stwierdził, że dowiedział się o masakrze od mieszkańców wsi, kiedy odwiedził to miejsce już po zamknięciu obozu.
Z ich opisów wynika, że bunt wybuchł, kiedy jeden z więźniów, pracujący jako górnik, pobił na śmierć funkcjonariusza Departamentu Bezpieczeństwa Państwa w proteście przeciwko barbarzyńskim torturom. Około 200 więźniów, którzy byli przy tym, zabiło kolejnego funkcjonariusza i zaatakowało ich kwaterę. Buntownicy uzbroili się w narzędzia, głównie w kilofy. Liczba protestujących więźniów zwiększyła się do ponad 5 tys.
Kiedy sytuacja zaczęła się wymykać spod kontroli, załoga została wzmocniona przez strażników z innego, pobliskiego obozu. Uzbrojeni w karabiny maszynowe otoczyli obóz, dokonując masakry wszystkich zbuntowanych. Wielu strażników, którym nakazano stłumienie protestów, strzelało do ludzi po raz pierwszy. Większość strażników po początkowym strachu z czasem z radością mordowała ludzi. Zwłoki zabitych zostały spalone lub pochowane w masowych grobach na pobliskich wzgórzach. Zabici strażnicy i ich rodziny zostali pochowani na niedalekim cmentarzu Sawol-ri. Obóz został zlikwidowany, a pozostali przy życiu więźniowie przeniesieni do innych obozów koncentracyjnych.

## Wydarzenia z Onsong w kulturze
- W filmie Historie z Yodok przedstawiono zeznania Ahn Myong-chola, który uczestniczył w tłumieniu protestów[2].